# Jacques François Chable d'Essay
Jacques François Gervais Honoré Chable d'Essay est un homme politique français né Jacques François Gervais Honoré Chable, le 19 juin 1745 à Faverolles (Orne) et mort à Paris le 2 mars 1825.

## Biographie
Il est fils de maître Alexandre Chable, sieur de la Corbierre, Conseiller du Roy et de dame Jacqueline Duhaussay Dessay.
Il est élu député de l'Orne au Conseil des Cinq-Cents le 24 germinal an V et y siège jusqu'en l'an VII.

## Sources
- « Jacques François Chable d'Essay », dans Adolphe Robert et Gaston Cougny, Dictionnaire des parlementaires français, Edgar Bourloton, 1889-1891 [détail de l’édition]